# Playa El Sol
La playa El Sol se encuentra en la ciudad de Viña del Mar, Región de Valparaíso, Chile. Limita al norte con el antiguo Sanatorio Marítimo y al sur con el muelle Vergara, mientras que se ubica aledaña a la avenida San Martín.
En 2009 comenzó su restauración, en marco de un modelo de desarrollo del borde costero de la ciudad, que incluyó la construcción de equipamiento como baños y restaurantes. La playa cuenta también con puestos de artesanía y libros.